# Laissez-les-vivre-SOS futures mères
Ne pas confondre avec SOS Futures Mamans.
Laissez-les-vivre – SOS futures mères est une association française du mouvement pro-vie qui milite contre l'IVG en France.

## Création
Cette association est la première spécifiquement anti-avortement en France, elle a été fondée en 1971 par Geneviève Poullot et Paul Chauchard (président), sous le nom de Laissez-les vivre. Jérôme Lejeune en est  le conseiller scientifique jusqu’en 1985,.

## Activité
L'association connut une période de forte activité dans les années 1970 et 1980, notamment dans l'opposition à une série de lois et projets de loi libéralisant l'avortement : projet de loi Messmer-Taittinger-Poniatowski de 1973, loi Veil de 1975, loi Pelletier de 1979 et loi Roudy de 1982.
L'association est alors la principale organisatrice :
- le 17 novembre 1979, avec la Confédération nationale des associations familiales catholiques, d'une manifestation de Montparnasse à l'Assemblée nationale qui aurait rassemblé entre 40 000 et 50 000 personnes ;
- le 15 mai 1982, d'une manifestation de la Bastille à la Concorde qui aurait rassemblé entre 30 000 et 40 000 participants[5].

En 1982, en réponse à la loi Roudy instituant le remboursement de l'IVG par la Sécurité sociale, Laissez-les-vivre donne naissance à l'Association pour l'objection de conscience à toute participation à l'avortement (AOCPA), présidée par Michel Raoult.
L'association publie un bulletin trimestriel ainsi que divers ouvrages :
- Mon bébé m'a sauvée du trou noir
- "Culture de Vie" – Actes du Congrès XXVe anniversaire
- Sa vie avant la naissance
- Les partis écologistes, fourriers du malthusianisme mondialiste, 1993
- Un million de chômeurs de moins avec cette politique familiale et démographique, 1995
- L'affaire Rockefeller